# Helmut Leonhardt
Helmut Leonhardt (* 14. Juli 1918 in Stuttgart; † 21. März 2000 in Eckernförde) war ein deutscher Anatom und Hochschullehrer.

## Leben
Als Sohn eines Verwaltungsbeamten machte Leonhardt 1937 in Stuttgart das Abitur. Danach rückte er zum Reichsarbeitsdienst und zur Wehrmacht ein. Er begann 1939 an der Eberhard Karls Universität Tübingen Medizin zu studieren und wurde im Corps Franconia Tübingen aktiv. Als Inaktiver wechselte er an die Albert-Ludwigs-Universität Freiburg, an der er sich einer Studentenkompanie anschloss. Nach dem Staatsexamen wurde er 1944 in Tübingen zum Dr. med. promoviert. Gleich danach kam er in den Deutsch-Sowjetischen Krieg. Er geriet in Kriegsgefangenschaft und war in Riga Arzt in einem Gefangenenlager. Nach zweieinhalb Jahren entlassen, ging er 1948 in die Anatomie der Friedrich-Alexander-Universität Erlangen. Bei Albert Hasselwander und Karl Friedrich Bauer habilitierte er sich 1953. Als Privatdozent war er 1956 bei Konstantin Scharenberg an der University of Michigan in Ann Arbor. Wie schon 1951 war er 1954, 1955 und 1959 an der Zoologischen Station Neapel. 1959 wurde er zum apl. Professor ernannt. 1964 ging er als Prosektor an die Christian-Albrechts-Universität zu Kiel. Bei Wolfgang Bargmann widmete er sich der Neuroanatomie. Als Nachfolger von Ernst Rolshoven folgte er 1968 dem Ruf der Universität des Saarlandes auf ihren Lehrstuhl für Anatomie. Als Nachfolger von Bargmann kehrte er 1974 an die Kieler Universität zurück. 1975 gab er mit Werner Kahle und Werner Platzer einen verbreiteten und mehrfach aufgelegten anatomischen Taschenatlas heraus. heraus. In den zwölf Jahren seines Ordinariats erfolgten sieben Habilitationen und sechs Berufungen auf einen Lehrstuhl. Er war Mitarbeiter im Institut für medizinische und pharmazeutische Prüfungsfragen.

## Ehrungen
- Mitglied der Deutschen Akademie der Naturforscher Leopoldina seit 1979
- Vorsitzender der Anatomischen Gesellschaft